# در سال ۲۵۲۵
«در سال ۲۵۲۵» (به انگلیسی: In the Year 2525) ترانه‌ای از گروه دونفرهٔ زیگِر اند اِونز و یکی از قطعه‌های اولین آلبوم استودیویی آن‌ها است که در سال ۱۹۶۹ منتشر شد. در ابتدای ترانهٔ «در سال ۲۵۲۵» گفته می‌شود که اگر بشر تا آن زمان زنده بماند شاهد وقایع بعدی خواهد بود که در ادامه با فواصل ۱۰۱۰ ساله و از ۳۵۳۵ تا ۹۵۹۵ اشاره می‌شوند.
تک‌آهنگ «در سال ۲۵۲۵» در ۱۲ ژوئیهٔ ۱۹۶۹ صدرنشین جدول بیلبورد هات ۱۰۰ شد و برای ۶ هفتهٔ متوالی آن جایگاه را حفط کرد. «در سال ۲۵۲۵» در بریتانیا هم ۱۳ هفته جزو پرفروش ترانه‌های روز بود و برای ۳ هفتهٔ متوالی شمارهٔ ۱ جدول تک‌آهنگ‌های بریتانیا شد. این اثر در چارت ۶۰ سالهٔ بیلبورد هات ۱۰۰ (۱۹۵۸–۲۰۱۸) جایگاه ۲۹۸ را به‌خود اختصاص داده‌است.

## نقدها
تام بریهان در استریوگام این ترانه را هم پوچ‌گرایانه دانسته و هم بیش از اندازه خوش‌بینانه. او بخشی از شعر که می‌گوید «در سال ۴۵۴۵ کسی به دندان و چشم احتیاجی نخواهد داشت چون چیزی برای جویدن پیدا نمی‌شود و هیچ‌کس به دیگری نگاه نمی‌کند» را ناشی از پوچ‌گرایی زیگر و اونز می‌داند. بریهان پیشگویی ترانه برای سال ۹۵۹۵ که می‌گوید «انسان همهٔ چیزهایی را که زمین کهنسال می‌توانسته بدهد گرفته و هیچ چیزی را برنگردانده» را بسیار خوشبینانه می‌داند چون معتقد است با توجه به تغییرات اقلیمی رخ‌داده، تصور اینکه بشر تا ۲۵۲۵ هم زنده مانده باشد دشوار است چه رسد به ۹۵۹۵. او این ترانه را تا حد زیادی آزاردهنده توصیف کرده و به آن امتیاز ۴ از ۱۰ داده‌است.
ایان کَنتی از وبسایت لاودر دن وار با اشاره به هم‌زمانی تقریبی انتشار این قطعه با شگفتی فضای دیوید بویی و تأثیر پیشرفت تکنولوژی بر محتوای محصولات فرهنگی آن سال‌ها می‌گوید هر دو ترانه نمونه‌های بارزی از دغدغهٔ تاریک دورانی هستند که اختراعات مدرن زندگی انسان‌ها را تسخیر می‌کنند و به آرامی آنها را به بردگی می‌کشند، مثل زمان حال و مردمانی که نمی‌توانند بدون گوشی موبایل یا تبلت‌شان زندگی کنند.

## موقعیت در جدول‌های فروش موسیقی

### جدول‌های هفتگی
| چارت (۱۹۶۹–۱۹۷۰)                             | بالاترین جایگاه |
| -------------------------------------------- | --------------- |
| کنت میوزیک ریپورت استرالیا                   | ۲               |
| تک‌آهنگ‌های برتر مجلهٔ آرپی‌ام کانادا            | ۱               |
| تک‌آهنگ‌های بزرگسالان معاصر مجلهٔ آرپی‌ام کانادا | ۱               |
| جدول تک‌آهنگ‌های ایرلند                        | ۱               |
| جدول موسیقی سوئیس                            | ۱               |
| جدول کنترل رسانه آلمان                       | ۱               |
| او۳ تاپ ۴۰ اتریش                             | ۲               |
| ۱۰۰ تک‌آهنگ برتر هلند                         | ۱               |
| اولتراتاپ بلژیک (فلاندرز)                    | ۱               |
| اولتراتاپ بلژیک (والونیا)                    | ۱               |
| وی‌جی-لیستای نروژ                             | ۱               |
| نیوزیلند لیسنر                               | ۱               |
| جدول تک‌آهنگ‌های بریتانیا                      | ۱               |
| بیلبورد هات ۱۰۰                              | ۱               |
| جدول بزرگسالان معاصر مجلهٔ بیلبورد            | ۱               |
| ۱۰۰ ترانهٔ برتر مجلهٔ کش باکس ایالات متحده     | ۱               |

### جدول‌های پایان سال
| جدول (۱۹۶۹)                    | رتبه |
| ------------------------------ | ---- |
| استرالیا                       | ۳۲   |
| کانادا                         | ۱۵   |
| بریتانیا                       | ۱۲   |
| بیلبورد هات ۱۰۰                | ۲۶   |
| جدول ایزی لیسنینگ مجلهٔ بیلبورد | ۳۷   |
| مجلهٔ کش باکس ایالات متحده      | ۱۱   |